# Trzęsienie ziemi (film)
Trzęsienie ziemi (ang. Earthquake) – amerykański film z 1974 roku w reżyserii Marka Robsona. W 1975 roku film był nominowany m.in. do Oskara w czterech kategoriach; ostatecznie otrzymał jedną statuetkę.
W Polsce film wszedł na ekrany w 1976, a w sali katowickiego Spodka był wyświetlany z efektami dźwiękowymi "Sensurround".

## Obsada
- Charlton Heston - Stewart Graff
- Ava Gardner - Remy Royce-Graff
- George Kennedy - Lou Slade
- Lorne Greene - Sam Royce
- Geneviève Bujold - Denise Marshall
- Richard Roundtree - Miles Quade
- Marjoe Gortner - Jody Joad
- Barry Sullivan - doktor Willis Stockle
- Lloyd Nolan - doktor James Vance
- Victoria Principal - Rosa Amici
- Walter Matthau - pijak
- Monica Lewis - Barbara
- Gabriel Dell - Sal Amici
- Pedro Armendáriz Jr. - Emilio Chavez
- Lloyd Gough - Bill Cameron
- John Randolph - mayor Lewis
- Kip Niven - Walter Russell
- Scott Hylands - Max
- Tiger Williams - Corry Marshall
- Donald Moffat - doktor  Harvey Johnson
- Jesse Vint - Buck
- Alan Vint - Ralph
- Michael Richardson - Hank
- John Elerick - Carl Leeds
- John S. Ragin - główny inspektor
- George Murdock - pułkownik
- Donald Mantooth - Sid
- Lionel Johnston - Sandy
- Alex A. Brown - gracz w bilard
- Bob Cunningham - doktor Frank Adams
- John Dennis - Brawny Foreman
- Eugene Dynarski - Fred
- Bob Gravage - Farmer Griggs
- Hard Boiled Haggerty - gracz w bilard
- Tim Herbert - człowiek z Las Vegas
- Dave Morick - technik
- Inez Pedroza - Laura
- Josh Albee - chłopiec z radiem (niewymieniony w czołówce)